# Предкавказье
Предкавка́зье — историко-географическая область, преимущественно равнинная территория к северу от предгорий Большого Кавказа, ограниченная с севера Кумо-Манычской впадиной, Сальско-Манычской грядой с возвышенностью Ергени, с запада Азовским морем и Керченским проливом, с востока Каспийским морем. 
Протяжённость передгорья с запада-северо-запада на восток-юго-восток более 900 км, сечение меридианом (расстояние от северного до южного края) — до 300 км.

## Физико-географическая характеристика

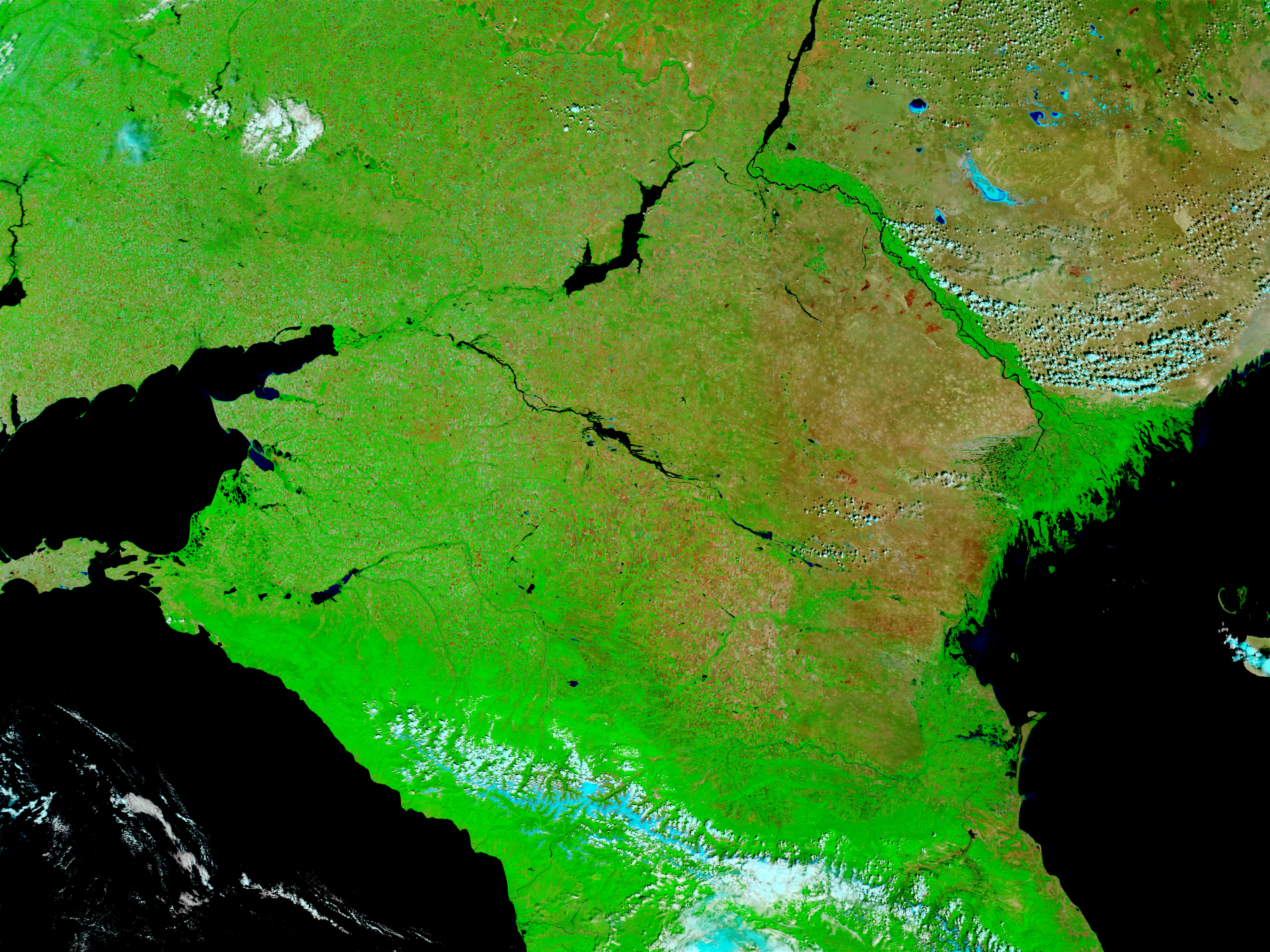
Предкавказье — спутниковый снимок NASA

### Геологическое строение
Значительная территория Предкавказья на севере и в серединной части имеет платформенную структуру с герцинским складчатым основанием. Эта территория относится к эпигерцинской Скифской платформе. Возраст складчатого фундамента Западного и Среднего Предкавказья раннегерцинский, а возраст геосинклинарного основания северной части Восточного Предкавказья — позднегерцинский.
В низовьях Кубани и Терека расположены соответственно Индоло-Кубанская и Терско-Кумская впадины, относящиеся к краевому прогибу Альпийской геосинклинальной области — альпийского предгорного прогиба, усложнённого в средней части платформенной структурой с герцинским складчатым фундаментом.
Поверхность Предкавказья сложена антропогенными, неогеновыми и палеогеновыми осадочными отложениями. На Ставропольской возвышенности толщи палеогена и неогена образуют складчатые структуры платформенного типа. Складки Терского и Сунженского хребтов состоят из пород неогена и осложняют южное крыло краевого прогиба. В районе Кавминвод находятся вулканические массивы типа лакколитов.

### Физико-географическое районирование

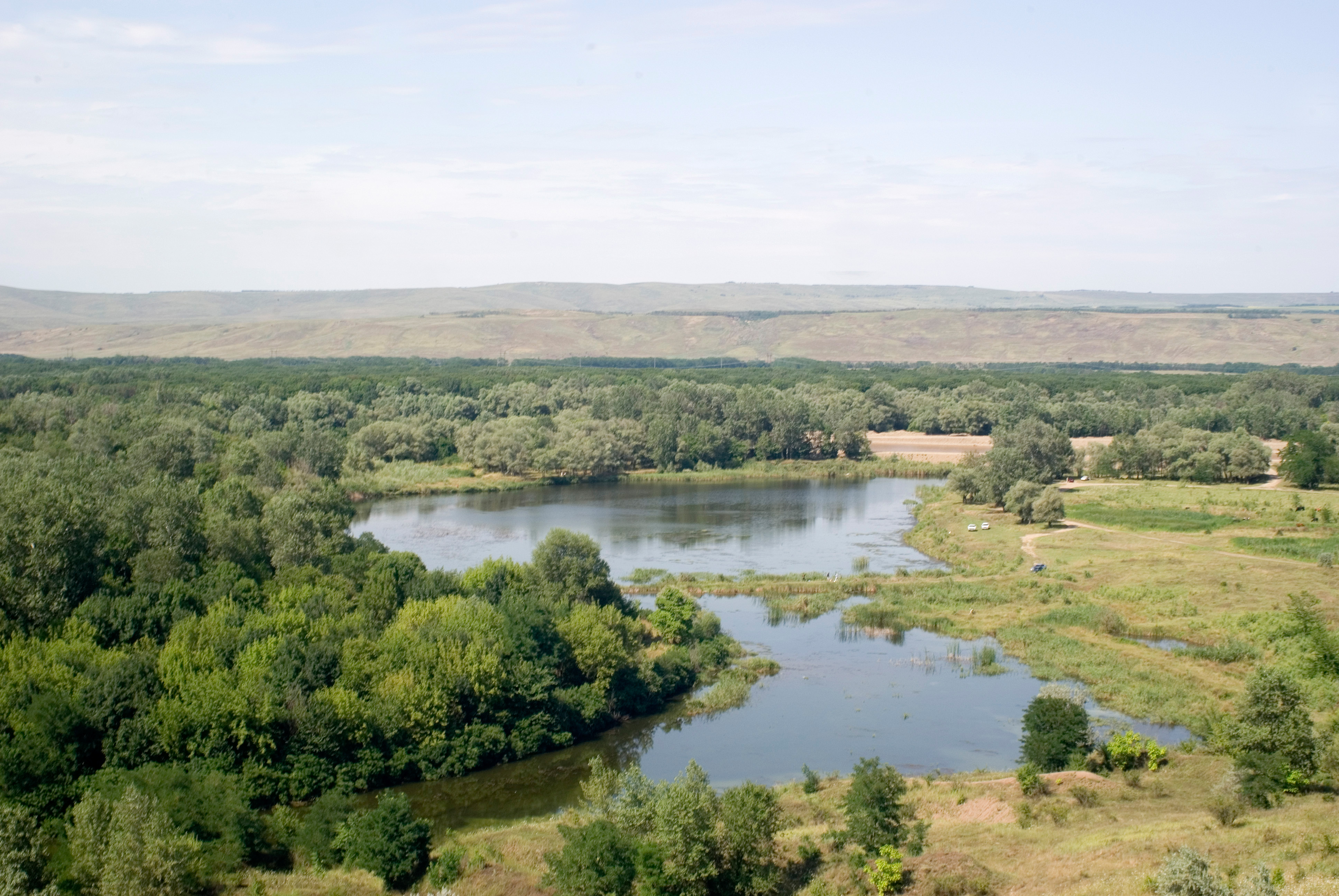
Река Кубань возле села Успенское

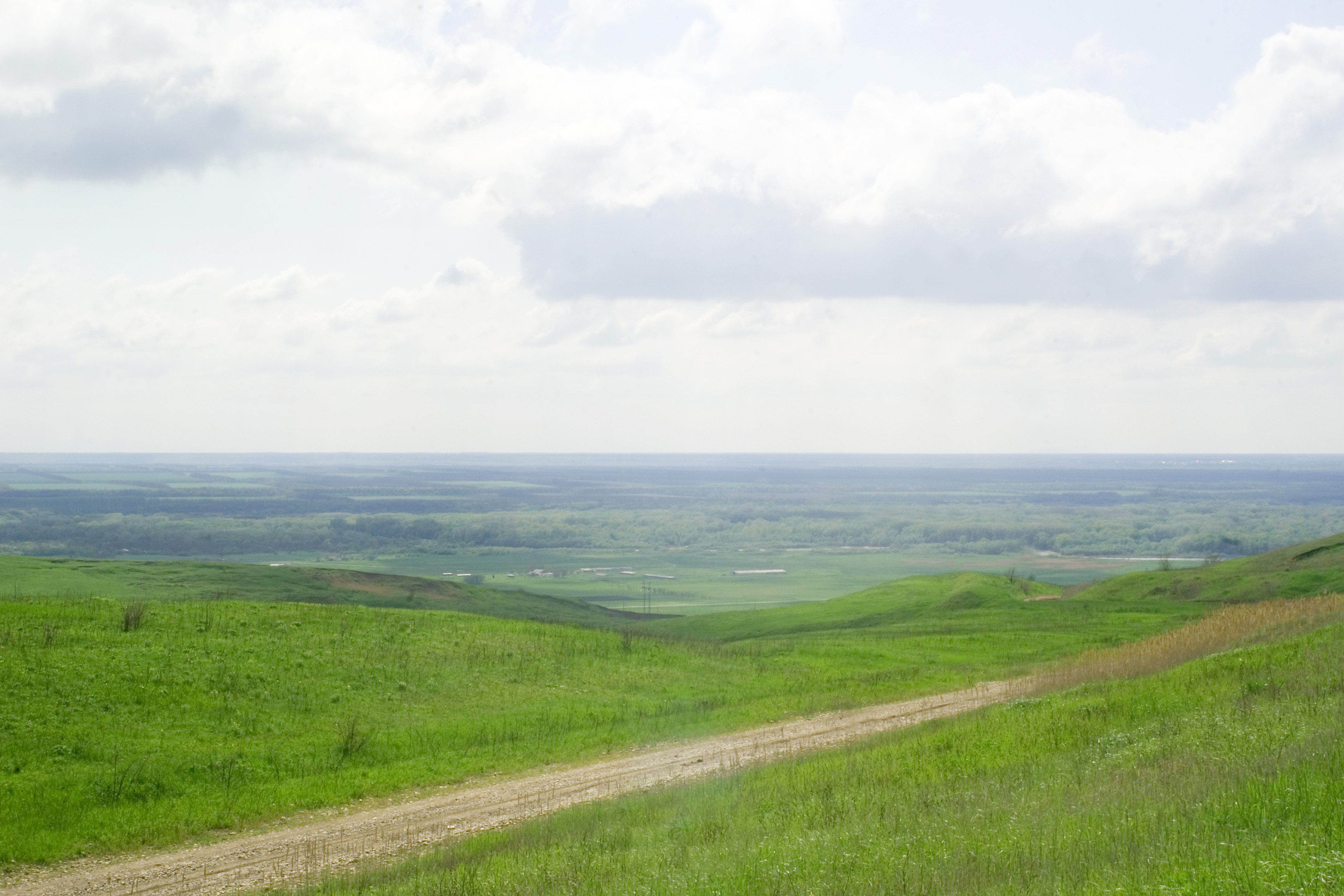
Ставропольская возвышенность вблизи станицы Убеженская

Орографически Предкавказье подразделяется на:
- Западное Предкавказье
  - Кубано-Приазовская низменность (севернее Кубани)
  - Прикубанская наклонная равнина (южнее нижней Кубани)
  - дельта Кубани и примыкающий к ней Таманский полуостров (Приазовская дельтовая низменность)
- Среднее Предкавказье
  - Ставропольская возвышенность (до 831 м)
  - Терско-Сунженская возвышенность (Терско-Сунженское междуречье) с антиклинальными Сунженским (до 926 м) и Терским (593 (690?) м) хребтами (и разделёнными между ними (хребтами) синклинальной Алханчуртской долиной)
  - между ними (между возвышенностями), на юге — поднимающиеся среди равнины куполовидные горы-лакколиты Минераловодской группы:
    - Машук — 992 м
    - Бештау — 1402 м
    - Железная — 852 м
    - Развалка — 926 м
    - Змейка — 994 м и др.)
- Восточное Предкавказье
  - Терско-Кумская низменность
  - Ногайская степь
  - Прикаспийская низменность (Чёрные земли)

### Климат
Кавказ расположен в пограничной полосе сфер воздействия влажных воздушных масс Атлантики и Средиземного моря с одной стороны, и сухих континентальных пространств внутренних областей Евразии с другой стороны. Предкавказье относится к Атлантико-континентальной степной климатической области, причём основная часть Предкавказья входит в западную её подобласть, а Терско-Кумская низменность — в восточную. От других частей Предкавказья Терско-Кумская низменность отличается особенно резкой континентальностью и засушливостью, определяющими полупустынный характер её ландшафтов.
Климат Западного и Среднего Предкавказья характеризуется как степной: умеренно континентальный полусухой, с неустойчивым увлажнением. Годовая амплитуда температур 25—28 градусов. Лето очень тёплое (средняя температура июля 21—24 градуса), зима умеренно холодная (средняя температура января −2—5 градусов. Случаются морозы до −30—35 градусов. Снежный покров большей части территории маломощный и часто неустойчивый. Среднее количество осадков 450—600 мм в год. Меньше нормы осадков выпадает на Таманском полуострове (300—400 мм) и северных и восточных склонах Ставропольской возвышенности (370—420 мм). Больше средней нормы для этой территории осадков выпадает в самой приподнятой и расположенной на пути западных циклонов юго-западной части Ставропольской возвышенности — 600—800 мм в год. Повышенным увлажнением отличается и центральная часть Минераловодского района, из-за влияния кучно расположенных лакколитов (более 600 мм в год). Также больше осадков, чем на соседних равнинах, выпадает в западной части Сунженского хребта и на Прикубанской равнине (кроме её северной части).
К неблагоприятным условиям относятся засухи, частые в северо-восточном Ставрополье, на востоке Терско-Сунженской возвышенности, Чеченской равнине. В восточных районах часты суховеи, но они нередки и на Кубано-Приазовской низменности. Суховейные ветры здесь резко понижают влажность воздуха и обуславливают большую испаряемость, намного превосходящую количество выпадаемых осадков. Например, в Ейске испаряемость в год составляет 1200 мм.
На большей части провинции максимум осадков приходится на июнь-июль, конец лета нередко засушливый. Это приводит к значительной потере воды на испарение. Ливневый характер осадков обуславливает потерю воды путём поверхностного стока. На Таманском полуострове осадки выпадают главным образом осенью и зимой. Весной и ранней осенью здесь почти ежегодно случаются засухи.
Из-за сложности рельефа в Среднем Предкавказье климатические условия более разнообразны. Здесь наблюдаются связанные с орографией различия в увлажнении, а в некоторых участках (западная часть Сунженского хребта, лакколиты Кавминвод, особенно Бештау, плато Стрижамент) проявляется высотная климатическая зональность, а именно, чаще идут дожди, глубже выпадают снег, сильнее морозы.
Климат Терско-Кумской низменности суше и континентальнее, зимы холоднее и суровее, лето жарче. Годовая амплитуда температур достигает 30 градусов. Средняя температура января на западе от −5 до −7 градусов, в районе Кизляра −2,5; июля — до 25-26 градусов. Максимум осадков приходится на первую половину лета — июнь-июль. Летние осадки выпадают в виде ливней и вода быстро стекает по стоковым ложбинам и долинам в озёровидные ложбины и солончаковые болота, не успевая просочиться в грунт. Летом часты продолжительные суховеи, весной и летом дуют суховеи со скоростью 12-15 м/сек. Летняя жара и сухость обуславливают полупустынный характер ландшафтов. Годовое количество осадков от 350 мм на западе до 200 мм на востоке.
Реки принадлежат к бассейнам Каспийского (Сулак, Терек, Кума) и Азовского (Кубань) морей. Реки Предкавказья, за исключением текущих с Большого Кавказа, летом сильно мелеют, частью пересыхают. Водоснабжение Ставропольского края частично обеспечивается за счёт реки Кубань через Большой Ставропольский канал.

### Почвенный покров
На большей части Западного и Среднего Предкавказья сформировались чернозёмные почвы на лёссовидных суглинках и глинах. Наиболее широко распространены предкавказские карбонатные чернозёмы, вскипающие от 10 % HCl с поверхности или в пределах горизонта А. Они типично выражены на Кубано-Приазовской низменности, распространены также на северо-востоке Прикубанской наклонной равнины, западных и северо-западных склонах Ставропольской возвышенности, Чеченской равнине.
Мощность гумусовых горизонтов предкавказских карбонатных чернозёмов значительна, окраска сероватая, буроватая, что объясняется сравнительно небольшим содержанием гумуса (5—6 %). Характерен высокий уровень карбонатов, образующих на агрегатах почвы войлокообразные налёты из игольчатых кристаллов. Особенности этих чернозёмов связаны с климатическими и гидротермическими режимами; после обильных дождей, часто выпадающих в первой половине лета, почва становится влажной. В сухую и жаркую вторую половину лета почвенная влага с растворёнными в ней карбонатами поднимается к поверхности, при её испарении карбонаты выделяются в гумусовом горизонте в виде тонкого псевдомицелия. Следовательно, предкавказские чернозёмы вторичнокарбонатны.
Там, где чернозёмные почвы развиваются на соленосных (гипсоносных) неогеновых и палеогеновых глинах, образуются солонцеватые чернозёмы. Они встречаются на склонах гряд и куполовидных возвышений Таманского полуострова, местами на Ставропольской возвышенности — в верховьях Калауса, в Сенгилеевской котловине.
В Северо-Восточном Ставрополье чернозёмы сменяются тёмно-каштановыми и каштановыми, часто солнцеватыми почвами, в комплексе со степными солонцами. На юге в районах с повышенной влажностю сформировались выщелоченные чернозёмы. Они распространены в Прикубанской наклонной равнине и на высоких надпойменных террасах в долине Кубани, в приподнятой юго-западной части Ставропольской возвышенности, а также на Кабардинской, Осетинской и Чеченской равнинах. В пониженных северных участках наклонных равнин господствуют лугово-чернозёмные почвы, возникшие в результате луговых аллювиальных почв.
Под лесами в лесостепных районах сформировались оподзоленные (деградированные) чернозёмы, слитые чернозёмы (почвы тяжёлого механического состава, близкие к тёмно-серым лесным), тёмно-серые и серые лесные почвы. Серые горно-лесные почвы минераловодских лаколлитов по ряду признаков приближаются к бурым горно-лесным.
В долинах рек развиты лугово-аллювиальные и лугово-болотные почвы. Для дельты Кубани характерны гидромофные болотные и лугово-болотные почвы, на приморских участках — солончаковые.
На Терско-Кумской низменности основу почвенного покрова составляют светло-каштановые, частью солонцеватые почвы. Между дельтой Терека и низовьями Кумы встречаются бурые супесчаные почвы, обычно солонцеватые (прикаспийские серозёмы). Они карбонатны с поверхности и в верхнем горизонте содержат всего 1 % гумуса. Эти почвы сочетаются с солончаковыми и луго-солончаковыми почвами. В Терско-Кумском песчаном массиве засоления почв обычно не наблюдается и почвообразовательный процесс идёт по степному типу. Здесь представлены все стадии развития песчаных светло-каштановых почв — от сыпучих песков до глубокогумусированных в наиболее заросших участках.
В дельте Терека и Сулака распространены в различной степени заболоченные и засолённые почвы. Основной массив составляют болотные почвы плавней в комплексе с луговыми и лиманнымы солончаками.

### Растительный и животный мир
Преобладающими типами растительности Предкавказья являются степные и полупустынные формации. В настоящее время степи большей части территории распаханы. Отдельные участки сохранились в пересечённых возвышенных местностях, по западинам или на склонах, изредка встречаются участки плакорной целины. В степях, приуроченных к предкавказским карбонатным чернозёмам, основными эдификаторами являются ковыли (Stipa lessingiana, Stipa capillata, Stipa ucrainica, Stipa tirsa), а также типчак (Festuca valesiaca), келерия гребёнчатая (Koeleria cristata). Среди обильного разнотравья встречаются как наиболее мезофильные виды, такие как таволга обыкновенная (Filipendula vulgaris), пион узколистный (Paeonia tenuifolia), адонис весенний (Adonis vernalis), земляника зелёная (Fragaria viridis), незабудка лесная (Myosotis sylvatica), так и более ксерофильные — солнечник мохнатый (Galatella villosa), тысячелистник благородный (Achillea nobilis). Встречаются и виды кавказского происхождения — псефеллюс подбелённый (Psephellus dealbatus). Кое-где по западинам встречаются заросли степных кустарников тёрн (Prunus stepposa), степной миндаль (Amygdalus nana), карагана мягкая (Caragana mollis). На восточном склоне Ставропольской возвышенности эти степи переходят в типчаково-ковыльные, далее в типчаковые и, наконец, в типчаково-полынные сухие степи, занимающие наиболее засушливую северо-восточную часть Среднего Предкавказья.
К выщелоченным чернозёмам лесостепных районов приурочены луговые степи, представляющие собой самый мезофильный вариант степи с пышным, почти сомкнутым травостоем богатого видового состава с большим участием двудольных, которые местами преобладают над злаками. Из древних злаков типичны ковыль перистый (Stipa pennata) и тимофеевка степная (Phleum phleoides), из других злаков кострец береговой (Bromopsis riparia), трясунка южная (Briza elatior). На западных склонах Ставропольского плато встречаются участки ковыльно-типчаковых степей с ковыль волосатик (Stipa capillata) и ковыль украинский (Stipa ucrainica), на щебнистых склонах широко распространены ковыльно-бородачёвые степи из ковыль волосатик (Stipa capillata) и бородач обыкновенный (Bothriochloa ischaemum) с участием полынь крымская (Artemisia taurica) и полынь Маршалла (Artemisia marschalliana).
В лесостепных равнинных участках степь занимает главным образом плакорные пространства, в понижениях и долинах растут широколиственные, преимущественно дубовые леса. Остатки лесных массивов равнинной лесостепи сохранились по надпойменным террасам долины Кубани и на Прикубанской наклонной равнине, где, однако, высокоствольные леса большей частью заменены кустарниковой порослью и мелколесьем. В лесостепи юго-западной части Ставропольской возвышенности широколиственные леса занимают долины и балки, нередко поднимаясь по крутым склонам до верхнего уровня водораздельных трапециевидных плато (окрестности Ставрополья, Стражимент). Это дубово-ясенево-грабовые леса с примесью клёна, ильма, груши, яблони, кизила. В верховьях балок и на плато имеются реликтовые участки букового леса из Fagus orientalis
Широколиственный дубовый лес растёт в западной части Сунженского хребта, на северном склоне. В средней части хребта и на южном склоне небольшие островки леса находятся в балках.
По долинам рек тянутся пойменные леса. Кубанские леса состоят из Salix alba, Populus alba, Populus nigra, Ulmus minor, Fraxinus excelsior, Alnus glutinosa, Alnus incana, леса Кумы из Ulmus minor, Acer campestre, Salix alba, Populus canescens, Quercus robur, а также Vitis sylvestris.
Водная и болотная растительность более всего развита в дельте Кубани. Здесь встречаются четыре типа растительности: лиманный, включающий виды с плавающими листьями (Trapa maeotica, Nuphar luteum); дельтовые болота-плавни, представляющие собой тростниковые заросли; лугово-болотная и луговая растительность; солончаковая с господством различных солянок. Литоральная растительность образована обычными для морских побережий видами Crambe maritima, Verbascum pinnatifidum, Cakile maritima, Eryngium maritimum и др..
Растительный покров Восточного Предкавказья — это преимущественно полынно-злаковые, полынно-типчаковые сухие степи на западе и полупустыни в центре и на востоке. Выделяется степная растительность Терско-Кумского песчаного массива среди полупустынной. В песках встречается много кустарников (Tamatix ramosissima, Calligonum aphyllum), псаммофиты (Leymus racemosus, Agriophyllum arenarium и др.). Весной на песчаном массиве развивается эфемерная растительность, где доминируют Poa bulbosa, Anisanta sterilis и др.
Полыни и солянки занимают большие пространства в дельте Терека и Сулака, давая все переходы от солончаковых лугов к полынно-солянковым пустынным группировкам. Обводненные участки покрыты зарослями тростника и других влаголюбивых растений, встречается древесно-кустарниковая растительность с Elaeagnus angustifilia , видами Tamarix и др. На Каспийском побережье часто встречаются дюны, поросшие Tamarix ramosissima.
Западному и Среднему Предкавказью свойственна степная фауна, связанная со степями основной части юга Русской равнины: малая белозубка (Crocidura suaveolens), обыкновенный ёж (Erinaceus europaeus), барсук (Meles meles), перевязка (Vormela peregusna), степной хорёк (Mustela eversmanni), малая ласка (Mustela nivalis), обыкновенная лисица (Vulpes vulpes), волк (Canis lupus), из грызунов обыкновенный хомяк (Cricetus cricetus), хомяк Радде (Mesocricetus raddei), обыкновенная полёвка (Microtus arvalis), большой тушканчик (Allactaga jaculus), заяц-русак (Lepus europaeus). Из птиц характерны степной жаворонок (Melanocorypha calandra), полевой жаворонок (Alauda arvensis), обыкновенный перепел (Coturnix coturnix), серая куропатка (Perdix perdix), журавль-красавка  (Anthropoides virgo), дрофа (Otis tarda), стрепет (Tetrax tetrax), каменный орёл (Aquila rapax), курганник (Buteo rufinus) и др., из рептилий степная гадюка (Vipera ursinii), каспийский полоз (Dolichophis caspius), ящерицы.
В Восточном Предкавказье фауна представляет смесь степных и пустынных видов, она сходна с фауной пустынь и полупустынь Средней Азии. К степным видам относятся малый суслик, большой тушканчик, гигантский слепыш (Spalax giganteus), черноватый хомячок, серый хомячок (Cricetulus migratorius), общественная полёвка (Microtus socialis), обыкновенная слепушонка (Ellobius talpinus), заяц-русак, сайгак (Saiga tatarica). К полупустынным животным принадлежат ушастый ёж (Hemiechinus auritus), корсак (Vulpes corsac), земляной зайчик (Allactagulus acoution), мохноногий тушканчик (Dipus sagitta) и др. Из пресмыкающихся характерны ушастая круглоголовка (Phrynocephalus mystaceus), степная гадюка, песчаный удавчик (Eryx miliaris). В тростниковых и кустарниковых зарослях Терека и Сулака встречаются дикий кабан (Sus scrofa), шакал (Canis aureus), камышовый кот (Felis chaus). В плавнях много болотной и водоплавающей птицы.

## Экономическая география региона
Западное и Среднее Предкавказье — важный земледельческий район, в Восточном Предкавказье расположены полупустынные пастбища. Во многих районах Предкавказья известны нефтяные (Русский Хутор, Малгобек-Вознесенское и др.) и газовые (Северо-Ставропольское, Майкопское, Ленинградское и др.) месторождения.

## Политическое деление
На территории Предкавказья находятся Южный и Северо-Кавказский федеральный округ. В Предкавказье почти полностью расположен Ставропольский край, северо-восточная часть Краснодарского края и Адыгеи, а также юго-западная часть Ростовской области и северные равнинные районы Карачаево-Черкесии, Кабардино-Балкарии, Северной Осетии, Ингушетии, Чечни и Дагестана.